# Parafia Matki Bożej Łaskawej w Chmielniku Rzeszowskim
Parafia Matki Bożej Łaskawej w Chmielniku Rzeszowskim – parafia rzymskokatolicka znajdująca się w diecezji rzeszowskiej w dekanacie Tyczyn. Erygowana w 1373. Mieści się pod numerem 4a.